# A Cañiza
A Cañiza (Spanisch: La Cañiza) ist eine galicische Gemeinde in der Provinz Pontevedra im Nordwesten Spaniens mit 5.046 Einwohnern (Stand: 2024). 

## Bevölkerungsentwicklung der Gemeinde
Legende: La Cañiza___A Cañiza

## Gemeindegliederung
Die Gemeinde A Cañiza ist in neun Parroquias gegliedert:
| Parroquias       | Patrozinium    | Einwohner 2024 | Fläche km² | Dichte Einw./km² | Höhe msnm | Ortskennzahl |
| ---------------- | -------------- | -------------- | ---------- | ---------------- | --------- | ------------ |
| As Achas         | San Sebastián  | 581            | 10,83      | 54               | 503       | 36009010000  |
| A Cañiza         | Santa Teresa   | 2.162          | 6,17       | 350              | 579       | 36009020000  |
| O Couto          | San Bartolomeu | 316            | 8,53       | 37               | 383       | 36009030000  |
| A Franqueira     | Santa María    | 141            | 5,25       | 27               | 685       | 36009040000  |
| Luneda           | Santa María    | 159            | 8,33       | 19               | 371       | 36009050000  |
| Oroso            | Santa María    | 345            | 13,16      | 26               | 583       | 36009060000  |
| Parada das Achas | Santiago       | 321            | 18,42      | 17               | 418       | 36009070000  |
| Petán            | San Xián       | 293            | 24,60      | 12               | 630       | 36009080000  |
| Valeixe          | Santa Cristina | 772            | 12,11      | 64               | 246       | 36009090000  |

## Wirtschaft
| Ackerbau, Viehzucht und Fischerei                                                  | 056   | 03,18  |
| Industrie                                                                          | 0331  | 018,81 |
| Bauwirtschaft                                                                      | 0144  | 08,18  |
| Dienstleistungsbetriebe                                                            | 1.229 | 069,83 |
| Total                                                                              | 1.760 | 100,00 |
| * Daten aus dem Statistischen Amt für Wirtschaftliche Entwicklung in Galicien, IGE |       |        |